# Unschuldsvermutung

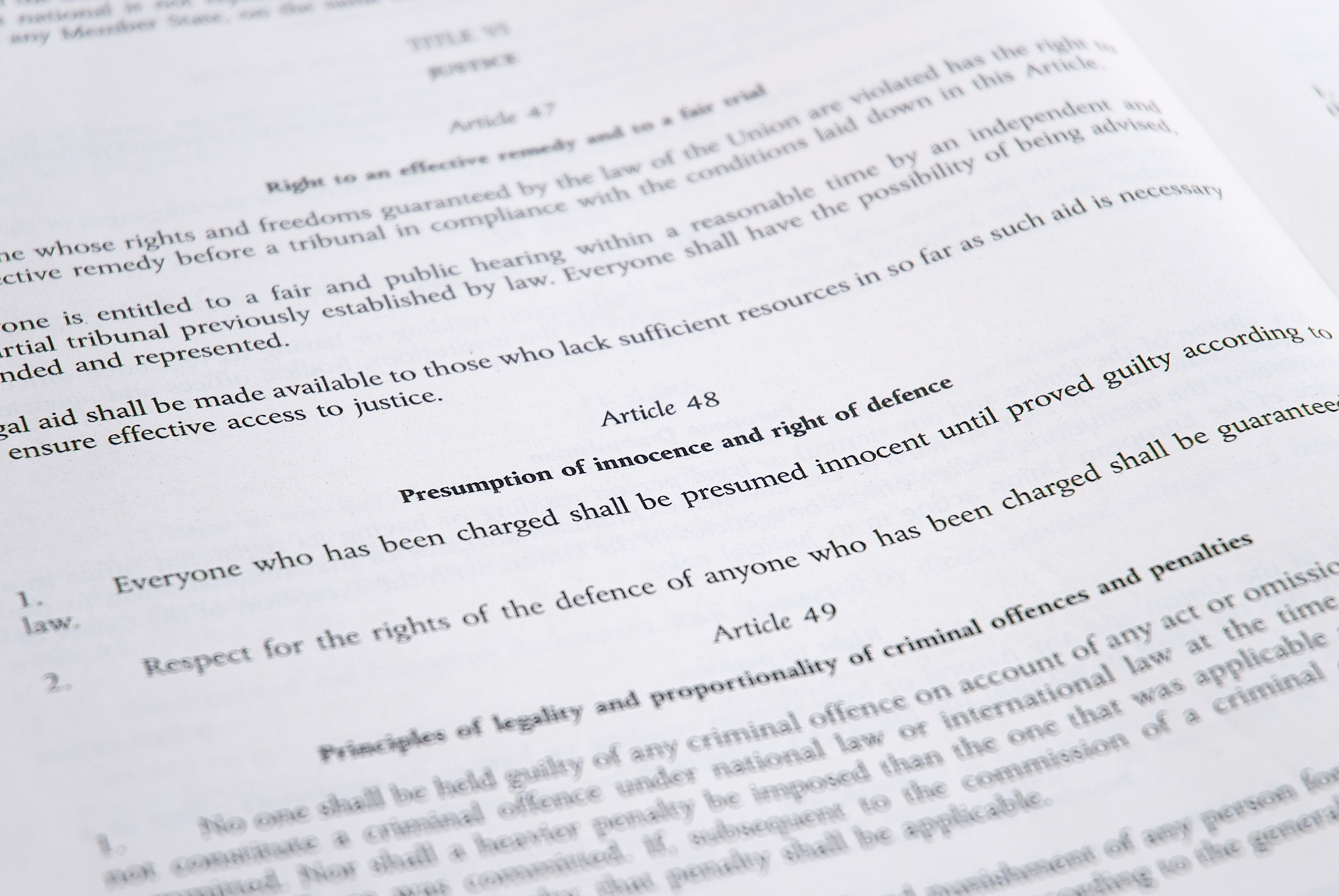
Artikel 48 der Charta der Grundrechte der Europäischen Union, der die Unschuldsvermutung garantiert (auf Englisch)

Die Unschuldsvermutung (auch Präsumtion der Unschuld) ist eines der Grundprinzipien eines rechtsstaatlichen Strafverfahrens, welches besagt, dass jede Person, der eine Straftat vorgeworfen wird, solange als unschuldig gilt, bis ihre Schuld rechtskräftig nachgewiesen ist. Das Gegenstück dazu ist die Schuldvermutung.
Die Unschuldsvermutung bildet ein Erbe der europäischen Rechtsphilosophie und gilt seit der Aufklärung als ein fester Bestandteil eines modernen Rechtsstaats. Die meisten Länder in Europa erkennen den Grundsatz der Unschuldsvermutung an, gemäß Artikel 6 der Europäischen Menschenrechtskonvention und Artikel 48 der Charta der Grundrechte der Europäischen Union. International ist die Unschuldsvermutung im Artikel 11 der Allgemeinen Erklärung der Menschenrechte der Vereinten Nationen verankert.

## Definition
Die Unschuldsvermutung, wie sie derzeit in den meisten europäischen Ländern verstanden wird, basiert auf Art. 11 Abs. 1 der Allgemeinen Erklärung der Menschenrechte der Vereinten Nationen von 1948, die sie wie folgt formuliert:
Gemäß Art. 14 Abs. 2 des Internationalen Pakts über bürgerliche und politische Rechte der Vereinten Nationen hat jeder wegen einer strafbaren Handlung Angeklagte Anspruch darauf, „bis zu dem im gesetzlichen Verfahren erbrachten Nachweis seiner Schuld als unschuldig zu gelten“.

In den Ländern des Europarats wird der Grundsatz darüber hinaus gewährleistet aufgrund von Art. 6 Abs. 2 der Europäischen Menschenrechtskonvention (EMRK):
Im Rahmen der Europäischen Union wird durch Art. 48 Abs. 1 der Grundrechtecharta garantiert: „Jeder Angeklagte gilt bis zum rechtsförmlich erbrachten Beweis seiner Schuld als unschuldig.“ Art. 48 Abs. 1 Grundrechtecharta ist in den Unionsmitgliedstaaten unmittelbar anwendbar, soweit die Mitgliedsstaaten Unionsrecht anwenden oder umsetzen (siehe auch: Richtlinie (EU) 2016/343 über die Stärkung bestimmter Aspekte der Unschuldsvermutung und des Rechts auf Anwesenheit in der Verhandlung in Strafverfahren).

## Geschichte

### Römisches Recht
In den Digesten von Justinian aus dem 6. Jahrhundert heißt es unter 22.3.2 als allgemeine Beweisregel: Ei incumbit probatio qui dicit, non qui negat – „Der Beweis obliegt dem, der behauptet, nicht dem, der leugnet.“ Es wird dort dem Juristen Julius Paulus aus dem zweiten und dritten Jahrhundert zugeschrieben und wurde von Kaiser Antoninus Pius in das römische Strafrecht eingeführt.

### Mittelalter
Nach dem Zusammenbruch des Weströmischen Reiches begann man, das Feudalrecht zu praktizieren, welches eine Synthese von Aspekten des römischen Rechts sowie einiger germanischer Bräuche darstellte. Dazu gehörte etwa die Schuldvermutung. Beispielsweise konnte ein Angeklagter im Rahmen einer sogenannten Compurgation seine Unschuld beweisen, indem er zwölf Personen schwören ließ, dass er das, was ihm vorgeworfen wurde, nicht hätte tun können. In der Praxis begünstigte dies tendenziell den Adel gegenüber den Unterschichten, deren Zeugen Gefahr liefen, als weniger glaubwürdig angesehen zu werden.
Vom 6. bis zum frühen 13. Jahrhundert waren auch Gottesgerichte üblich, und es ist bekannt, dass sie in Form der Hexenverfolgungen bis ins 17. Jahrhundert praktiziert wurden. Obwohl die Compurgation im frühen germanischen Recht üblich war, wurde sie 1215 auf dem Vierten Laterankonzil von Papst Innozenz III. in Rom offiziell eingeführt und Gottesgerichte wurden ausdrücklich verboten. Dies geschah in der Zeit der Entwicklung des ius commune, das heißt, der Beeinflussung des Gewohnheitsrechts im Mittelalter durch kanonische Recht der katholischen Kirche.
Eine einflussreiche theologische Begründung der Unschuldsvermutung geht auf den französischen Kardinal Jean Lemoine (1250–1313) zurück. Dieser prägte die Formel: item quilbet presumitur innocens nisi probetur nocens – Eine Person gilt bis zum Beweis ihrer Schuld als unschuldig.

### Neuzeit und Moderne
Die Idee der Unschuldsvermutung ist eine der größten Errungenschaften des modernen Rechtsstaats. Im 18. Jahrhundert wurde sie von Cesare Beccaria, einem bedeutenden Rechtsphilosophen der Aufklärung und Vater der Abschaffung der Todesstrafe explizit formuliert. In seinem Opus magnum Von den Verbrechen und von den Strafen schreibt er: 
„Ein Mensch kann nicht vor dem Urteil des Richters als schuldig betrachtet werden; und die Gesellschaft kann ihm den öffentlichen Schutz erst dann entziehen, wenn sie überzeugt ist,  dass er gegen die Bedingungen verstoßen hat, unter denen sie ihm gewährt wurde. […] Hier ist ein sehr einfacher Satz: Entweder ist die Straftat sicher, oder sie ist ungewiss. Wenn man sich sicher ist, sollte der Täter nur mit der gesetzlich festgelegten Strafe bestraft werden, und Folter ist nutzlos, da wir das Geständnis des Schuldigen nicht mehr benötigen. Wenn das Verbrechen ungewiss ist, ist es dann nicht schrecklich, einen Unschuldigen zu quälen? Denn vor dem Gesetz gilt er als unschuldig, wenn das Verbrechen nicht bewiesen wird."
Dieser Entwicklung der individuellen Rechte und den Überlegungen der Aufklärung folgend, verkündete die Erklärung der Menschen und Bürgerrechte von 1789 in Artikel 9: „Da jeder Mensch so lange für unschuldig gehalten wird, bis er für schuldig erklärt worden ist, soll, wenn seine Verhaftung für unumgänglich erachtet wird, jede Härte, die nicht notwendig ist, um sich seiner Person zu versichern, durch Gesetz streng vermieden sein.“
Heute ist die Unschuldsvermutung grundlegender Bestandteil demokratischer Rechtssysteme. Sie ist auf Ebene der Vereinten Nationen in der Allgemeinen Erklärung der Menschenrechte und auf europäischer Ebene in der Europäische Menschenrechtskonvention explizit formuliert.

## Inhalt
Die Unschuldsvermutung erfordert, dass der einer Straftat Verdächtigte oder Beschuldigte nicht seine Unschuld, sondern die Strafverfolgungsbehörde seine Schuld beweisen muss.
Zur Durchsetzung der Unschuldsvermutung sind strafrechtliche Verbote (Verfolgung Unschuldiger, falsche Verdächtigung, Verleumdung, üble Nachrede) und je nach Sachlage verschiedene zivilrechtliche Abwehr- und Ausgleichsansprüche (Anspruch auf Gegendarstellung, Widerruf, Richtigstellung, Schadensersatz, Geldentschädigung, Unterlassung) vorgesehen.
Die Vermutung der Unschuld endet erst mit der Rechtskraft der Verurteilung.

## In den Ländern

### Deutschland
In Deutschland folgt die Unschuldsvermutung auch aus dem Rechtsstaatsprinzip in Art. 20 Abs. 3 und Art. 28 Abs. 1 Satz 1 Grundgesetz.
Auf Landesebene ist die Unschuldsvermutung in Deutschland ebenfalls festgeschrieben, so exemplarisch in der Landesverfassung des Bundeslandes Brandenburg, Artikel 53 („Grundrechte im Strafverfahren“), Absatz 2:
„Jede wegen einer Straftat beschuldigte oder angeklagte Person ist so lange als unschuldig anzusehen, bis sie rechtskräftig verurteilt ist.“

#### Unschuldsvermutung im Ermittlungsverfahren
Durch die Unschuldsvermutung werden aber Maßnahmen der Strafverfolgung auf Grund eines bestimmten Verdachts nicht ausgeschlossen. So ist insbesondere die vorläufige Festnahme und die Untersuchungshaft aufgrund dringenden Tatverdachts auch ohne den endgültigen Beweis der Schuld des Beschuldigten möglich. Den Ermittlungsmethoden kommt wegen der Unschuldsvermutung nämlich keine strafende Wirkung zu, obwohl die Untersuchungshaft und die Verbreitung dieser Tatsache über Presse und Bekanntenkreis des Betroffenen eine rufschädigende Vorverurteilung mit sich bringen können, die sich mit rechtlichen Vorgaben nur schwer abwenden oder beseitigen lassen. Die Maßnahmen im Ermittlungsverfahren sind wegen der Unschuldsvermutung aber auch an bestimmte Voraussetzungen geknüpft. Ohne Anfangsverdacht darf überhaupt kein Strafverfahren eingeleitet werden.
Bei der öffentlichen Fahndung muss eine Güterabwägung getroffen werden und bei behördlicher Unterstützung der Publikation einer strafrechtlichen Beschuldigung muss Zurückhaltung gewahrt werden.

#### Unschuldsvermutung im Gefahrenabwehrrecht
Im Gefahrenabwehrrecht findet die Unschuldsvermutung grundsätzlich keine Anwendung. Das Gefahrenabwehrrecht folgt insoweit anderen Maßgaben als das Strafprozessrecht. Maßnahmen der Gefahrenabwehr sind unabhängig von einer „Schuld“ im juristischen Sinne; auch findet hier keine formalisierte Beweisaufnahme statt, und es kommt nicht zu einem Schuldspruch. Eingriffe im Zusammenhang mit Gefahrenabwehrmaßnahmen sind aber grundsätzlich nur möglich bei Vorliegen einer Gefahr im polizeirechtlichen Sinne und dürfen grundsätzlich nur gegen einen Gefährder angewendet werden. Liegt keine Gefahr vor, besteht aber ein Gefahrenverdacht, so sind aufgrund der bestehenden Zweifel aus Gründen der Verhältnismäßigkeit auf der Rechtsfolgenebene lediglich Gefahrerforschungseingriffe zulässig, also Maßnahmen, die nicht auf die Beseitigung des Gefahrenzustands abzielen, sondern der Ermittlung des notwendigen Umfangs der endgültigen Gefahrenabwehrmaßnahmen dienen.

### Frankreich
Die Unschuldsvermutung in Frankreich wird durch Artikel 9 der Erklärung der Menschen- und Bürgerrechte vom 26. August 1789 bekräftigt (auf den sich die Präambel der aktuellen Verfassung bezieht):
„Jeder Mensch gilt bis zum Beweis seiner Schuld als unschuldig …“
In der Präambel der Strafprozessordnung heißt es weiterhin:
„III. - Jede verdächtige oder strafrechtlich verfolgte Person gilt bis zum Beweis ihrer Schuld als unschuldig. Verstöße gegen die Unschuldsvermutung werden unter den gesetzlich vorgesehenen Voraussetzungen verhindert, behoben und geahndet.“
Im Artikel 304 der Strafprozessordnung findet sich auch einen Erinnerung an die Unschuldsvermutung, nämlich im Eid, den Geschworene vor Gericht leisten müssen:
„Sie schwören und versprechen [...], sich daran zu erinnern, dass der Angeklagte als unschuldig gilt und dass der Zweifel ihm zugute kommen muss.“

### Vereinigte Staaten von Amerika
Obwohl das Prinzip der Unschuldsvermutung im Rechtssystem der Vereinigten Staaten präsent ist, hat es nicht dieselbe Qualität wie in Europa und manifestiert sich auf andere Weise.
In der amerikanischen Verfassung wird die Unschuldsvermutung nicht ausdrücklich erwähnt, es wird jedoch angenommen, dass sie sich aus dem fünften, sechsten und vierzehnten Zusatzartikel zur Verfassung der Vereinigten Staaten ergibt. Im 5. Zusatzartikel heißt es unter anderem, dass „der Angeklagte“ das Recht auf ein faires und schnelles Verfahren vor einer lokalen und unparteiischen Jury und auf einen Rechtsbeistand hat. Der 14. Zusatzartikel verbietet alle strafrechtlichen Sanktionen ohne ein ordnungsgemäßes und faires Verfahren.
Der Fall Coffin v. United States im Jahr 1895 führte zu einem Urteil des Obersten Gerichtshofs der Vereinigten Staaten, das den Grundsatz der Unschuldsvermutung festlegte und seitdem einen bedeutenden Präzedenzfall darstellt. Das Gericht präzisierte das gefällte Urteil mit dem Kommentar: „Der Grundsatz der Unschuldsvermutung zugunsten des Angeklagten ist ein unanfechtbares, axiomatisches und elementares Gesetz, und seine Anwendung ist die Grundlage für die Anwendung unseres Strafrechts [...] Wir kommen daher zu dem Schluss, dass zugunsten des Angeklagten die Unschuldsvermutung gilt, dass sie gesetzlich anerkannt ist und dass es angemessen ist, einen ‚begründeten Zweifel‘ aufrechtzuerhalten. [...]“
Aufgrund dieses Prinzips greifen amerikanische Gerichte im Gegensatz zu einigen europäischen Ländern nur sehr selten auf Untersuchungshaft zurück. Allerdings ermitteln in den Vereinigten Staaten Staatsanwälte ausschließlich für die Anklage und Verteidiger für die Verteidigung. Die Gerichte entscheiden dann zugunsten der schlüssigsten These. Dieses Verfahren wird auch als „kontradiktorisch“ oder „adversatorisch“ bezeichnet.
Schließlich besteht die Möglichkeit für den Angeklagten, sich „schuldig zu bekennen“ (eng. to plead guilty), d. h. die Unschuldsvermutung freiwillig zu beenden, was ein sehr spezifisches Element des amerikanischen Systems ist, für das es in Europa nicht viele Entsprechungen gibt. Als Gegenleistung für das Schuldeingeständnis des Angeklagten ermöglicht es die Einstellung einer bestimmten Anzahl von Anklagen, eine geringere Strafe und/oder die Vermeidung eines öffentlichen Prozesses.

### Schweiz
In der Schweiz sieht die Bundesverfassung vor, dass „jede Person bis zur rechtskräftigen Verurteilung als unschuldig gilt.“ (Artikel 32).
In der Schweizerischen Strafprozessordnung heißt es außerdem: „Jede Person gilt bis zu ihrer rechtskräftigen Verurteilung als unschuldig.“ (Artikel 10) und „Die beschuldigte Person muss sich nicht selbst belasten. Sie hat namentlich das Recht, die Aussage und ihre Mitwirkung im Strafverfahren zu verweigern. Sie muss sich aber den gesetzlich vorgesehenen Zwangsmassnahmen unterziehen.“ (Artikel 113).

## Unschuldsvermutung und Gesellschaft
Die Unschuldsvermutung ist ein polysemischer Begriff. Der Begriff erhält daher neben seinem juristischen Sinn in anderen Kontexten der Gesellschaft eine umfassendere Bedeutung. Dabei handelt es sich häufig um eine Erweiterung hinsichtlich der ethischen Verpflichtung, jemanden nicht vorab zu verurteilen. Dies wird allerdings nicht mehr im juristischen Sinne verstanden, sondern im Sinne der Meinung oder Vermutung darüber, dass ein Individuum einen moralisch verwerflichen Akt begangen hat.
Was die Medien betrifft, so wird der Umgang mit Verdachtsberichterstattung in den Ländern unterschiedlich gehandhabt. Im belgischen Pressekodex ist zum Beispiel klar geregelt: „Journalisten dürfen sich in keinem Fall an die Unschuldsvermutung im engeren Sinne halten“ und „haben die volle Freiheit – sowie die demokratische Legitimität –, nach bestem Wissen und Gewissen über Schuldige zu urteilen“. Allerdings „wäre die Achtung des Grundsatzes der Unschuldsvermutung nur das Ergebnis der allgemeinen Vorsichtspflicht* (vgl. Art. 4 Journalistenkodex), die ihnen aufgrund ihrer zivilrechtlichen Haftung obliegt“.

In Deutschland gilt laut dem deutschen Pressekodex Ziffer 13:
„Die Berichterstattung über Ermittlungsverfahren, Strafverfahren und sonstige förmliche Verfahren muss frei von Vorurteilen erfolgen. Der Grundsatz der Unschuldsvermutung gilt auch für die Presse.“
 Weiterhin heißt es, dass es im Rahmen der Berichterstattung nicht zu einer Vorverurteilung kommen darf.